# Georgios Vagiannidis
Georgios Vagiannidis (griechisch Γεώργιος Βαγιαννίδης; * 12. September 2001 in Athen) ist ein griechischer Fußballspieler.

## Karriere

### Verein
Vagiannidis begann seine Karriere bei Panathinaikos Athen. Im Dezember 2019 debütierte er gegen Panachaiki für die Profis von Panathinaikos im Cup. Im Februar 2020 gab er schließlich auch sein Debüt in der Super League, als er am 24. Spieltag der Saison 2019/20 gegen Panetolikos in der Startelf stand und in der 61. Minute durch Yassin Ayoub ersetzt wurde. In jenem Spiel, das Panathinaikos mit 3:1 gewann, erzielte er auch sein erstes Tor in der höchsten griechischen Spielklasse. Dies blieb zudem sein einziger Saisoneinsatz für den Hauptstadtklub.
Zur Saison 2020/21 wechselte er nach Italien zu Inter Mailand. Einen Monat nach seinem Wechsel folgte eine Leihe zu VV St. Truiden. Nach Ablauf der Leihe wechselte er zurück zu seinem ehemaligen Verein Panathinaikos Athen. Im Finale um den griechischen Pokal 2024 erzielte Vagiannidis den spielentscheidenden Treffer in der siebten Minute der Nachspielzeit.
Anfang August 2025 unterschrieb Vagiannidis einen Fünfjahresvertag bei Sporting Lissabon mit einer Ausstiegsklausel von 80 Million Euro.

### Nationalmannschaft
Vagiannidis spielte zwischen Oktober 2017 und Februar 2018 vier Mal für die griechische U-17-Auswahl. Im November 2019 debütierte er gegen Albanien für die U-19-Mannschaft. Sein Debüt bei der Herrennationalmannschaft gab Vagiannidis am 7. September 2024. Im Rahmen eines Spiels in der UEFA Nations League  gegen Finnland, wurde er in Emder 77. Minute beim Stand von 3:0 eingewechselt.

## Erfolge
- Griechischer Pokal: 2022, 2024